# Legat exterior
Els legats exteriors en el sentit d'ambaixadors estrangers, era el nom que a l'antiga Roma es donava als enviats d'un altre estat. Si venien de part d'un poble amic, eren inviolables i se'ls tractava amb tots els honors. Eren allotjats i acollits (locus et lautia) amb càrrec a l'erari, i acostumaven a presentar-se amb obsequis.
Quan arribaven anaven al temple de Saturn i dipositaven les seves credencials davant dels qüestors i eren presentats al senat, on explicaven quina era la seva missió. Normalment parlaven en llatí o utilitzaven un intèrpret i les actes s'aixecaven en llatí, al menys fins a mitjans de l'últim segle de la República, quan la llengua grega es va imposar com a llengua de cultura i llavors es permetia als ambaixadors de parlar en grec. El retòric grec Moló, mestre de Ciceró, va ser el primer ambaixador estranger que es va dirigir al senat en llatí.
Quan havien exposat el que volien davant del senat, podien ser interrogats per algun senador que volgués aclariments. Després deixaven la Cúria es retiraven a un edifici anomenat Graecostasis, on esperaven les respostes del senat. De vegades la resposta la comunicava un magistrat. De vegades el senat tenia massa afers per resoldre, i es nomenava una comissió de senadors experts per tractar amb els ambaixadors. Així que l'extensió de l'Imperi va anar augmentant, també augmentava el nombre d'ambaixadors, i Plutarc diu que es va deixar de donar el locus et lautia, excepte als personatges més distingits, degut al seu gran nombre. La lex Gabinia va decretar que del primer de febrer al primer de març el senat havia de donar audiència als ambaixadors estrangers.
Si els enviats eren d'un país en guerra amb Roma, eren rebuts amb moltes precaucions. No eren admesos a la ciutat, però, si se'ls concedia audiència, s'allotjaven al Camp de Mart, i el senat es reunia al temple de Bel·lona o al d'Apol·lo, fora de la ciutat. Si no es concedia l'audiència, se'ls exigia que abandonessin la ciutat i Itàlia en un temps determinat, i durant seu viatge eren escortats per un senador, diu Titus Livi.